# 盐城市中医院
盐城市中医院，是中国江苏省盐城市的一所公立医院，为三级甲等专科医院，位于盐城市亭湖区人民中路53号。

## 规模
盐城市中医院总床位256张，日门诊量340人次。